# Список экзопланет в созвездии Южной Гидры
Список экзопланет в созвездии Южной Гидры содержит 5 экзопланет в 4 разных планетных системах, находящихся в соответствующем созвездии. Перечислены только подтверждённые экзопланеты, не являющиеся коричневым карликом.
Учёные постоянно совершают открытия, поэтому список может быть неполон.
Оценить зону обитаемости можно на основе светимости звезды.
| Система        | # | Удалённость св. лет | Светимость L⊙ | Большая полуось а. e. | Эксцентриситет | Период обращения сут | Масса MJ      | Пр.    |
| -------------- | - | ------------------- | ------------- | --------------------- | -------------- | -------------------- | ------------- | ------ |
| SCR J0255-7924 | b | 226                 |               | 0,03                  |                | 4,9                  | 6,6 ± 5,2     | EPEDR2 |
| TOI-2202       | b | 769                 |               | 0,1                   | 0,04           | 11,91                | 0,978 ± 0,063 | EPEDR2 |
| TOI-2202       | c | 769                 |               | 0,16                  | 0,06           | 24,67 ± 0,03         | 0,369 ± 0,103 | EPEDR2 |
| TOI-2179       | b | 1004                |               | 0,12                  | 0,58           | 15,17                | 1,942 ± 0,092 | EPEDR2 |